# Phaeosclerotinia
Phaeosclerotinia is een geslacht van schimmels uit de familie Sclerotiniaceae. De typesoort is Phaeosclerotinia nipponica.

## Soorten
Volgens Index Fungorum telt het geslacht twee soorten (peildatum maart 2023):
| Soortnaam                   | Auteur(s)   | Publicatiejaar |
| --------------------------- | ----------- | -------------- |
| Phaeosclerotinia nipponica  | Hori        | 1916           |
| Phaeosclerotinia phaeospora | (Hori) Korf | 1971           |